# Liliana Palaia Pérez
Liliana Palaia Pérez (Buenos Aires, Argentina, 1951) es una arquitecta y pintora hispanoargentina que reside y trabaja en Valencia, España.

## Trayectoria profesional
Realiza los estudios de arquitectura en la Facultad de Arquitectura y Urbanismo de Buenos Aires, donde obtiene su titulación en 1974. Se traslada a Valencia, España, por motivos familiares en mayo de 1975, convalidando su título por el español de Arquitecta superior (ETSA Valencia, 1976). Pronto se incorpora a la Escuela Técnica Superior de Arquitectura de Valencia para realizar los cursos de Doctorado, culminandos dichos estudios con la defensa de su tesis: Funciones y desarrollo del mercado central de Valencia, y sus implicaciones en la vida urbana, en 1982, dirigida por D. Pedro Navascués Palacio.
En 1978 es contratada como profesora Encargada de Curso en el Departamento de Construcción de la Escuela Técnica Superior de Arquitectura de Valencia, luego como Profesor Colaborador con dedicación exclusiva a partir de 1984. Consigue la plaza de Profesora Titular de Universidad de Universidad desde 1986 y la de Catedrática de Universidad en el año 2000, trabajando en la Universidad hasta que se retira en el año 2012.
En el año 1984 realiza el International Course on Wood Conservation Technology, del ICCROM, impartido en Trondheim, Noruega, especializándose en el campo de la conservación de estructuras históricas de madera. Entre los años 1987 y 1989 se traslada a Inglaterra, con un permiso por estudios, para realizar el curso Historic Building Conservation, en la Architectural Association School of Architecture, en Londres, logrando un Diploma en Conservación de Edificios, tras la defensa de una tesina Compatible Systems of Repair in Arches, Vaults and Domes (07-1989). El trabajo de investigación para su cátedra fue realizado entre los años 1998-2000 sobre Armaduras lígneas de cubierta en edificios históricos de la Comunidad Valenciana.
También ejerció libremente su profesión desde 1978 hasta 1984, cuando se centra en su labor docente e investigadora.

## Obra arquitectónica
Desde 1978 hasta 1984, año a partir del cual tiene dedicación exclusiva en la Universidad Politécnica de Valencia, realiza varias obras de obra nueva de edificios destinados a vivienda en la ciudad de Valencia, así como varias viviendas unifamiliares de manera individual en municipios próximos a Valencia. Desde la aprobación de la LOU, según la cual se permite realizar proyectos de relevancia investigadora mediante contratos con la Universidad, realiza trabajos específicos relacionados con la conservación de edificios, dedicándose desde entonces a este campo, formando parte de equipos interdisciplinares para la realización de estudios previos y proyectos para la restauración, conservación o rehabilitación de edificios históricos.

## Pintura y dibujo
Desde que se retira como Catedrática de Universidad de la Universidad Politécnica de Valencia, recibe cursos de pintura y dibujo en esa institución, comenzando su producción artística. Ha participado en varias exposiciones colectivas.

## Publicaciones y producción científica
A lo largo de su trayectoria profesional, tanto docente e investigadora, como profesional de la arquitectura, ha realizado diversas publicaciones en revistas especializadas, obras colectivas, artículos y libros.
Entre sus libros, cabe destacar:
- 24 Lecciones sobre conservación del patrimonio arquitectónico: su razón de ser: Master en Conservación del patrimonio arquitectónico (Título propio UPV). Palaia Pérez, Liliana; Tormo i Esteve, Santiago | Valencia : Universitat Politècnica de València, 2012.[11]
- Aprendiendo a construir la arquitectura. Benlloch Marco, Javier; Blanca Giménez, Vicente; Sifre Martínez, Vicente; Palaia Pérez, Liliana; Álvarez González, María Ángeles; Gil Salvador, Luisa; López Mateu, Vicente; Tormo Esteve, Santiago, 2003.
- Seminario "La conservación de la madera en los edificios antiguos" Palaia Pérez, Liliana; Universidad Politécnica de Valencia;[12]
- Vocabulario básico de construcción arquitectónica. Benlloch Marco, Javier; Palaia Pérez, Liliana; Álvarez González, María Ángeles; Gil Salvador, Luisa; López Mateu, Vicente; Tormo Esteve, Santiago; Giner García, I. | Valencia : Editorial UPV, D.L. 2005.[13]

Como investigadora ha sido responsable de diversos proyectos competitivos de I+D+I, los cuales estaban relacionados con técnicas de diagnóstico no destructivo, unos específicos de la madera estructural, y otros destinados al diagnóstico de los edificios históricos, en materiales pétreos y en madera. Esta faceta de investigadora le ha llevado también a realizar diversas publicaciones sobre sus investigaciones, como:
- Estructuras de madera. Pliego de Condiciones Técnicas en la edificación, Instituto Valenciano de la Edificación, 2010.[14]
- El trazado y la construcción de armaduras de pares. Casos estudiados en la comunidad valenciana, Quaderns Científics I Tècnics De Restauració Monumental, Volumen: 13, 2002, Diputació de Barcelona.
- Funciones y desarrollo del Mercado Central de Valencia y sus implicaciones en la vida urbana. Palaia Pérez, Liliana | Navascués Palacio, Pedro; Universidad Politécnica de Valencia. Escuela Técnica Superior de Arquitectura | Valencia : Universidad Politécnica de Valencia, 1982.
- El Mercado Central de Valencia. Esteban Chapapría, Julián | Palaia Pérez, Liliana | Madrid: Banco de Santander, D.L. 1983.
- Técnicas de intervención en elementos estructurales de madera. Palaia Pérez, Liliana | Máster en Técnicas de Intervención en el Patrimonio Arquitectónico; (2º Valencia) | Valencia: Universidad Politécnica de Valencia, D.L. 1995.
- Técnicas de intervención en arcos, bóvedas y cúpulas. Palaia Pérez, Liliana | Abdilla Muedra, Eugenio; Máster en Técnicas de Intervención en el Patrimonio Arquitectónico; (2º Valencia) | Valencia: Universidad Politécnica de Valencia, D.L. 1995.